# Chonocephalus marginatus
Chonocephalus marginatus är en tvåvingeart som beskrevs av Ronald Henry Lambert Disney 2002. Chonocephalus marginatus ingår i släktet Chonocephalus och familjen puckelflugor. Inga underarter finns listade i Catalogue of Life.